# Stanisław Hozjusz
Stanislaus Hosius (polsky Stanisław Hozjusz, 5. května 1504, Krakov – 5. srpna 1579, Capranica Prenestina) byl římskokatolický kardinál. Od roku 1551 kníže-biskup varmijského biskupství v dnešním Polsku. Od roku 1558 byl papežským legátem u císařského dvora ve Vídni a od roku 1566 také papežským legátem v Polsku.
Vedle papežského nuncia a polského krále byl jedním ze tří vůdčích osobností tamní protireformace. V Branievu (Brunsbergu) spoluzaložil jezuitský seminář. Pomocí něj se měly dostávat myšlenky protireformace do Ruska, Švédska a Dánska.

## Život
Před rokem 1551 sloužil Hosius coby vyslanec krále Zikmunda II. Augusta na jiných dvorech, kde mimo jiné domluvil alianci mezi králem polským, císařem Karlem V. a jeho mladším bratrem, českým a uherským králem Ferdinandem I.
Dne 23. října 1550 však zemřel varmijský biskup Tiedemann Giese. Volba jeho nástupce se neobešla bez kontroverzí. Kapitula poslala králi Zikmundovi výpis kanovníků se stručnými biografickými údaji a panovník měl z tohoto seznamu vybrat čtyři kandidáty, z nichž pak byla kapitula povinna zvolit nového biskupa. Král čtyři kandidáty sice určil, ale dva z nich byli mladí (Jakubu Zimmermanovi bylo 18 let) a další dva nebyli pruského původu, což varmijskou kapitulu znepokojilo a ta se tak na krále obrátila s žádostí o nový seznam. Panovníkův posel jim však posléze sdělil, že pokud nezvolí Hosiuse dobrovolně, dosadí jej na biskupský stolec král (který disponoval právem jmenovat varmijské biskupy) sám ze své moci mu svěřené.
Roku 1561 byl Hosius papežem Piem IV. jmenován kardinálem, v roce 1562 získal šlechtický titul a o tři roky později se během konkláve jevil jako jeden z nejpravděpodobnějších kandidátů na uvolněný papežský úřad, jenž však nakonec obsadil coby Pius V. kardinál Michele Ghislieri. Hosius byl zároveň účasten jednání koncilu v Tridentu, kde působil ve funkci jednoho z pěti papežových vyslanců.
Zbytek života strávil převážně v Římě, kde mezi léty 1574–1579 zastával hodnost hlavního penitenciáře. Zesnul 5. srpna 1579 v Capranici u Viterba a jeho ostatky byly pohřbeny v bazilice Panny Marie v Trastevere.